# Aeropuerto Andrés Sabella
El Aeropuerto Andrés Sabella (IATA: ANF, OACI: SCFA) es un aeropuerto de la ciudad chilena de Antofagasta.
Se trata de un aeropuerto de carácter público, bajo modalidad de concesión, administrado por la empresa «Sociedad Concesionaria Aeropuerto de Antofagasta S.A.».

## Historia

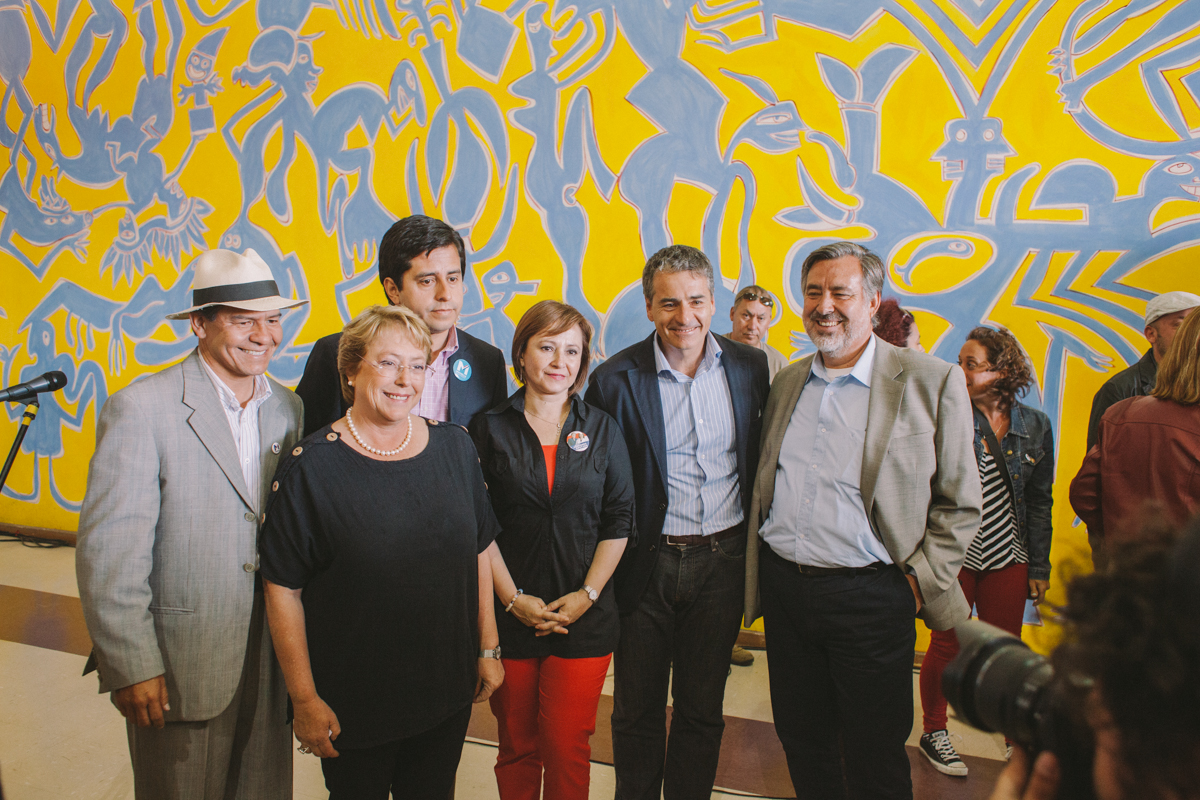
Visita de la entonces candidata a la presidencia, Michelle Bachelet, a la ciudad de Antofagasta junto a Alejandro Guillier y Andrés Velasco. Al fondo se visualiza el mural del aeropuerto Cámara del tiempo, obra de César Olhagaray.

### Proyecto
El 10 de septiembre de 1945, la Dirección General de Aeronáutica de Chile presentó un proyecto para la construcción de aeródromos transoceánicos, transcontinentales e interprovinciales, donde se incluyó la modernización del Aeródromo Cerro Moreno, junto con los aeródromos de Chacalluta de Arica, Los Cerrillos de Santiago, Maquehue de Temuco, El Tepual de Puerto Montt, Juan Román de Puerto Aysén y Carlos Ibáñez de Punta Arenas. Para la ocasión se aprobó un presupuesto de aproximadamente $30 000 000.

### Construcción e inauguración
El 18 de noviembre de 1954, se inauguró, gracias al trabajo de la Constructora Longhi, el aeropuerto mixto, para la recepción de aviones comerciales y aviones militares. La nueva pista de 2599 m (metros) de largo y 50 m de ancho, tuvo un costo de aproximadamente $120 000 000.
En 1969, se expuso el proyecto realizado por el arquitecto Jorge Patiño, mientras que la construcción se prolongó hasta febrero de 1975 cuando fue inaugurado.

### Golpe de Estado en Chile de 1973
Luego del Golpe de Estado del 11 de septiembre de 1973, la Base Aérea de la FACH "Cerro Moreno" sirvió como centro de detención y tortura, de opositores políticos. Por dicho centro pasó la llamada Caravana de la Muerte, entre las personas ejecutadas en dicho recinto se cuenta al ingeniero Eugenio Ruiz-Tagle Orrego, gerente de la Industria Nacional de Cemento.

### Concesión
El 29 de octubre de 1999, se firmó el Decreto Supremo N.º 3308 para la concesión por 10 años del aeropuerto a la empresa Concesiones de Infraestructura de Transporte de Chile Limitada (CINTRA). El 14 de septiembre de 2000, se entregó la concesión del aeropuerto por 10 años, a la filial de CINTRA, Sociedad Concesionaria Aeropuerto de Antofagasta S.A. El financiamiento de la Concesión estuvo a cargo del Gerente de Administración y Finanzas de la sociedad, Carlos Parra Cerda, el cual se obtuvo a través de un crédito sindicado por 7 500 000 dólares.
El 14 de septiembre de 2001, se inauguró la primera parte de la remodelación. La inauguración definitiva ocurrió el 1 de mayo de 2002, siendo ampliadas las instalaciones a 7000 m² (metros cuadrados).

### Cambio de nombre y remodelaciones
En julio de 2012, a iniciativa del senador Carlos Cantero y por aprobación unánime del Congreso Nacional de Chile el aeropuerto pasó a denominarse Aeropuerto Andrés Sabella en homenaje al poeta de dicha ciudad. Las primeras gestiones se realizaron a fines de 2011.
A finales de 2013 se realizó la ampliación y remodelación del aeropuerto, realizada por la oficina Amunátegui & Barreau Arquitectos.[cita requerida]
En octubre de 2020 se dio inicio a los trabajos de normalización, conservación y extensión de la pista 01/19 del aeropuerto, además de la ejecución de una nueva calle de rodaje Golf que se encuentra ubicada entre Bravo y Charly. La pista tiene un largo total de 2980 m (metros).[cita requerida]

## Aerolíneas y destinos
| LATAM Airlines 3 destinos                 | Nacionales (3): Concepción, La Serena, Santiago de Chile                         |
| JetSmart 4 destinos                       | Nacionales (3): Concepción, La Serena, Santiago de Chile Internacional (1): Cali |
| Sky Airline 2 destinos                    | Nacionales (2): La Serena, Santiago de Chile                                     |
| LATAM Perú 1 destino                      | Internacional (1): Lima                                                          |
| Total: 5 destinos, 3 países, 5 aerolíneas |                                                                                  |

### Destinos nacionales
| Aerolíneas  | Destinos                                 |
| ----------- | ---------------------------------------- |
| JetSmart    | La Serena, Santiago de Chile, Concepción |
| LATAM Chile | La Serena, Santiago de Chile, Concepción |
| Sky Airline | La Serena, Santiago de Chile             |

### Destinos internacionales
| Ciudades por países                       | Nombre del aeropuerto                           | Aerolíneas      | Aeronave        | Frecuencias semanales |
| América del Sur                           | América del Sur                                 | América del Sur | América del Sur | América del Sur       |
| ----------------------------------------- | ----------------------------------------------- | --------------- | --------------- | --------------------- |
| Perú                                      |                                                 |                 |                 |                       |
| Lima                                      | Aeropuerto Internacional Jorge Chávez           | LATAM Airlines  | A320            | 5                     |
| Colombia                                  |                                                 |                 |                 |                       |
| Cali                                      | Aeropuerto Internacional Alfonso Bonilla Aragón | JetSmart        | A320N           | 3                     |
| Total: 2 destinos, 2 países, 2 aerolíneas |                                                 |                 |                 |                       |

### Estadísticas
| Lugar | Ciudad     | Pasajeros | Cambio | Aerolíneas                   |
| ----- | ---------- | --------- | ------ | ---------------------------- |
| 1     | Santiago   | 866.204   | 5,8%   | LATAM, Sky Airline, JetSmart |
| 2     | La Serena  | 136.618   | 4,5%   | LATAM, Sky Airline JetSmart  |
| 3     | Concepción | 127.705   | 20,5%  | LATAM, Sky Airline JetSmart  |
| 4     | Cali       | 25.256    | 11,8%  | JetSmart                     |
| 5     | Lima       | 12.970    | 3,6%   | LATAM                        |

## Aerolíneas y/o destinos extintos
- Línea Aérea Iquiqueña[9]
  - Arica, Chile / Aeropuerto Internacional Chacalluta
  - Iquique, Chile / Aeropuerto Internacional Diego Aracena

- LAN Airlines
  - Arica, Chile / Aeropuerto Chacalluta'
  - Iquique, Chile / Aeropuerto Internacional Diego Aracena
  - Calama, Chile / Aeropuerto Internacional El Loa
  - El Salvador, Chile / Aeródromo Ricardo Garcia Posadas
  - Copiapó, Chile / Aeropuerto Desierto de Atacama

- PAL Airlines
  - Arica, Chile / Aeropuerto Chacalluta'
  - Iquique, Chile / Aeropuerto Internacional Diego Aracena
  - Calama, Chile / Aeropuerto Internacional El Loa
  - Copiapó, Chile / Aeropuerto Desierto de Atacama
  - Santiago de Chile, Chile / Aeropuerto Internacional Arturo Merino Benítez

- Sky Airline
  - Arequipa, Perú / Aeropuerto Internacional Rodríguez Ballón
  - Arica, Chile / Aeropuerto Internacional Chacalluta
  - Iquique, Chile / Aeropuerto Internacional Diego Aracena
  - Calama, Chile / Aeropuerto Internacional El Loa
  - Copiapó, Chile / Aeropuerto Desierto de Atacama
  - La Paz, Bolivia / Aeropuerto Internacional El Alto
  - Lima, Perú / Aeropuerto Internacional Jorge Chavez

- JetSMART
  - Arica, Chile / Aeropuerto Chacalluta'
  - Calama, Chile / Aeropuerto Internacional El Loa
  - Temuco, Chile / Aeropuerto Internacional La Araucania
  - Puerto Montt, Chile / Aeropuerto Internacional El Tepual
  - Lima, Perú / Aeropuerto Internacional Jorge Chavez

- Latin American Wings
  - Santiago de Chile, Chile / Aeropuerto Internacional Arturo Merino Benítez

- Air Comet Chile
  - Iquique, Chile / Aeropuerto Internacional Diego Aracena
  - Calama, Chile / Aeropuerto Internacional El Loa
  - Santiago de Chile, Chile / Aeropuerto Internacional Arturo Merino Benítez

- Amaszonas
  - Iquique, Chile / Aeropuerto Internacional Diego Aracena
  - Copiapó / Aeropuerto Desierto de Atacama
  - La Serena / Aeropuerto Internacional La Florida

- Aerolíneas Argentinas
  - Buenos Aires, Argentina / Aeropuerto Internacional Ezeiza
  - La Paz / Aeropuerto Internacional El Alto
  - Salta / Aeropuerto Internacional de Salta Martín Miguel de Güemes